# Physocaulis
Physocaulis là chi thực vật có hoa trong họ Apiaceae.